# Vesiculaphis angusticeps
Vesiculaphis angusticeps är en insektsart. Vesiculaphis angusticeps ingår i släktet Vesiculaphis och familjen långrörsbladlöss. Inga underarter finns listade i Catalogue of Life.